# الكسندر ويليام إيفانز
الكسندر ويليام إيفانز (بالإنجليزية: Alexander William Evans)‏ هو عالم نبات أمريكي، ولد في 1868 في بوفالو في الولايات المتحدة، وتوفي في 1959.